# دوندانج سايانج
نشأت موسيقى دوندانج سايانج (وتعني حرفيًا " أغنية الحب ") في ملقا في وقت ما في القرن الخامس عشر، متأثرة بالموسيقى الشعبية البرتغالية التقليدية. حيث إنها شكل من أشكال الترفيه الماليزي التقليدي حيث يتبادل المغنون بابا ونيونيا شعر الملايو الارتجالي بأسلوب مرح وروح الدعابة في بعض الأحيان. عادةً ما يكون هذا الغناء مصحوب بالكمان والطبول) . غالبًا ما يتم استكمال هذه الآلات بأدوات أخرى متاحة، أبرزها الأكورديون أو المزامير أو كمان إضافي.
عادةً ما يكون كبير الموسيقيين هو عازف الكمان الذي يلعب دورًا أساسيًا في دوندانغ سايانغ، حيث يقدم لحنًا مضادًا للحن الصوتي. يجوز للموسيقيين تبديل الآلات الموسيقية بين العروض، لكن عازف الكمان نادرًا ما يفعل ذلك، على الرغم من أن ذلك مسموح به. إذا كان هناك موسيقيون إضافيون. .يكون ذا النوع من الموسيقى بطيئ، وتتكون الأغنية عادة من 32 مقطع، تبدأ بمقدمة الكمان، مع دخول موسيقى الريبانا ثم دق الجرس، ويدخل الصوت أخيرًا في المقطع الخامس. يكون نمط الموسيقى غير رسمياً إلى حد ما وتتكون كلماتها عادةً من قصائد حب. (أحمد يوسوب 1984). ويمكن أيضًا تعزيز الآلات الموسيقية بالأكورديون (شافعي أحمد 1992).
وترتبط الموسيقى أيضًا برقصة الرونغننغ.

## روابط خارجية
- سركيسيان، مارغريت. كانتيغا دي بادري سا تشانغ. من مجموعة "أبناء فياجيم دوس"، تراديسوم ، فيلا فيردي، البرتغال، 1998
- سيلفا ريجو، بادري أنطونيو دا. "Apontamentos para o estudo do do dilecto português de Malaca". بوليتيم جيرال داس كولونيا، لشبونة، البرتغال، 1941.
- الأشكال الموسيقية الماليزية/الأغنية التوافقية: دوندانغ سايانغ
- منشورات متعلقة بالموسيقى الماليزية (TDC ماليزيا 1996)